# San Rafael de Villaseñor (Pénjamo)
San Rafael de Villaseñor localidad correspondiente a la zona conurbada de la ciudad de Pénjamo, Guanajuato. Se localiza en la carretera Pénjamo-La Piedad a 3.0 km en dirección oeste, a 10 minutos de la mancha urbana.
Este comunidad cuenta con instituciones educativas como la Universidad UNIDEG y el bachillerato bibalente CECyTEG.

## Ubicación
El suburbio de San Rafael de Villaseñor está localizada a los 101° 44' 22" de longitud al oeste del Meridiano de Greenwich y a los 20° 25' 44" latitud norte. Su altura sobre el nivel del mar es de 1700 metros. A 3 km de la ciudad de Pénjamo en el Estado de Guanajuato, en México.

## Características
Cuenta con 236 habitantes, según el CENSO del año 2005. Lo cual lo convierte en el suburbio menos poblado de los existentes en la ciudad de Pénjamo.
Los habitantes se dedican principalmente a la agricultura y ganadería, pero también al comercio e industria. 
La presencia de estudiantes es continua pues existen campus universitario y de nivel medio superior bibalente, así pues su extremada cercanía con el suburbio Churipitzeo, donde se localiza un plantel educativo de secundaria, primaria y un preescolar.